# Forsteronia amazonica
Forsteronia amazonica är en oleanderväxtart som beskrevs av Monachino. Forsteronia amazonica ingår i släktet Forsteronia och familjen oleanderväxter. Inga underarter finns listade i Catalogue of Life.